# Moschea Bazar
La moschea Bazar (in lingua albanese: Xhamia e Pazarit o Xhamia e Varoshit) si trova a Croia, in Albania. È stata costruita nel 1533 e rientra nei monumenti culturali religiosi dell'Albania.

## Galleria d'immagini

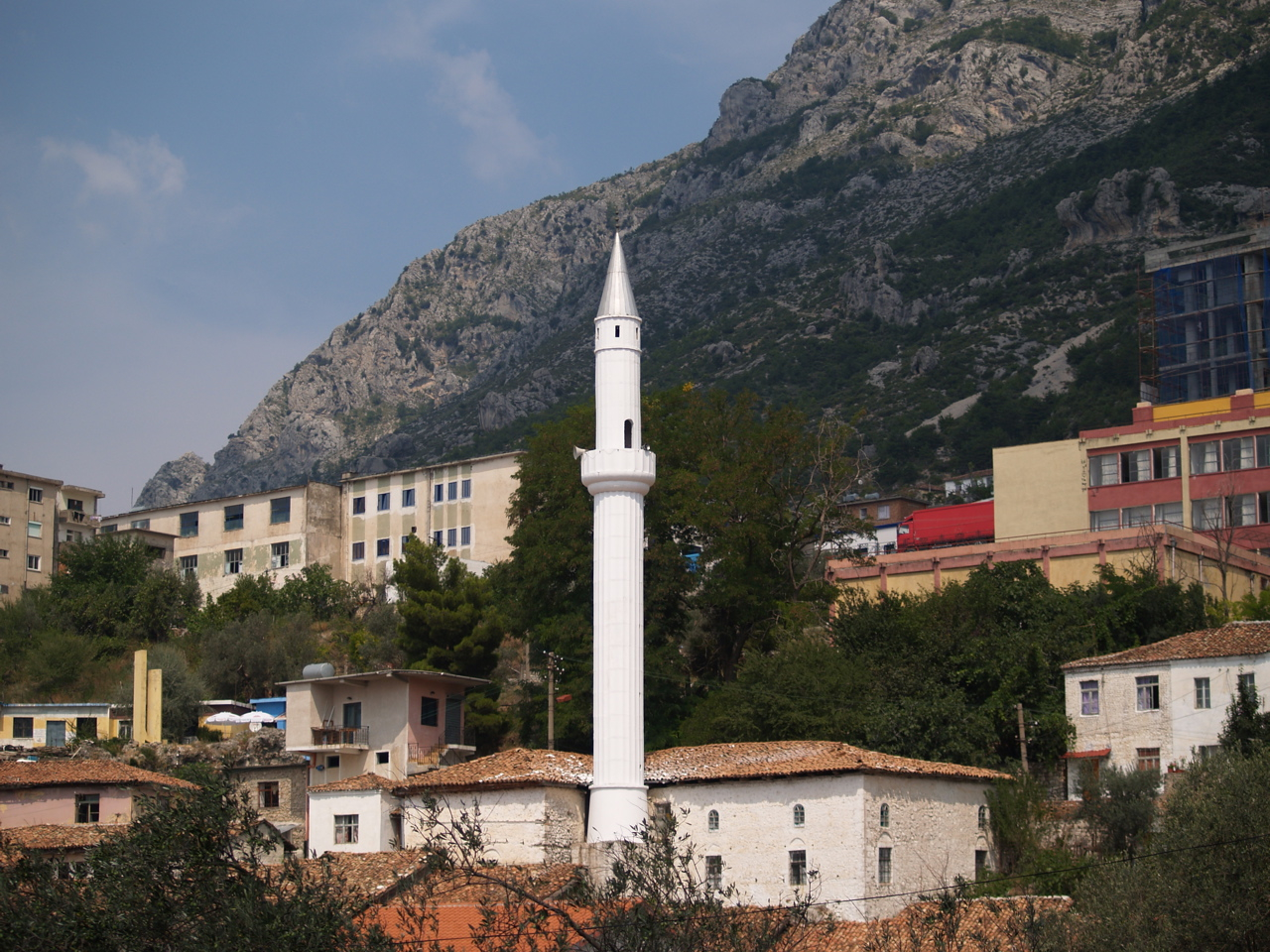
La moschea vista dall'esterno.